# 根井行親
根井行親（？—1184年3月4日）是一名日本平安時代末期武將。他是源義仲重要家臣，為義仲四天王之一。
行親出生於望月氏，乃是滋野氏的庶流。一說與滋野氏的嫡流海野幸親（滋野行親）是同一人。
保元元年（1156年）跟隨源義朝參加保元之亂，並活躍。治承4年（1180年），在信濃國小縣郡丸子的依田城舉兵，之後跟隨源義仲征戰各地，養和元年（1181年）9月，在水津合戰中擊敗平通盛、平經正等人。
元曆元年（1184年）的宇治川之戰中，奉義仲的命令，與兒子楯親忠及源義廣等人共300餘騎在宇治防禦。源義經率2萬5千騎突破宇治川，他與一族武將先後戰死。六天後，與源義仲、今井兼平、高梨忠直等人共同在東洞院北的獄門梟首示眾。